# Madurodam
Madurodam je známé nizozemské miniaturní město v Haagu, které představuje všechno, čím se Nizozemsko proslavilo ve světě, v poměru 1:25 na ploše 18 000 m². Je pojmenováno po George Maduro, studentovi z ostrova Curaçao, který se vyznamenal v době německé okupace Nizozemska v roce 1940 a zemřel v koncentračním táboře Dachau. Madurodam byl slavnostně otevřen 2. července 1952 a čtrnáctiletá princezna Beatrix se stala jeho první starostkou.

## Budovy a objekty

### Amsterdam
Vnitřní město Amsterdamu, Dam, Jordaan, Grachtengordel, Palác na Damu, Národní monument, Nieuwe Kerk, Magna Plaza, Westerkerk, Rijksmuseum, Munttoren, Concertgebouw, Theater Carré, Portugese Synagoge, Anne Frankhuis, Magere Brug, Schreierstoren, VOC-schip, Museum Het Schip, Amsterdamse Poort, Trippenhuis a jiné.

### Rotterdam
Rotterdamský přístav, Erasmusbrug, Euromast, Bibliotheek, Holland-Amerika Lijn, Kantoorgebouwen, Diergaarde Blijdorp, Lodě: 'Rotterdam', 'Abel Tasman', containerschip, veerboten, HSS-hogesnelheidsferry, tanker, plachetnic 'De Eendracht' a jiné.

### Den Haag
Binnenhof, Mauritshuis, Koninklijke Schouwburg, Paleis Huis ten Bosch, Vredespaleis, Circustheater, Hotel Des Indes, Huys Clingendael, Johan de Witthuis, Hoge Raad.

### Utrecht
Binnenstad met Oudegracht, Katedrála svatého Martina z Tours s Domtoren, Stadhuis, Rietveld-Schröderhuis, Utrecht Centraal a jiné.

## Fotogalerie

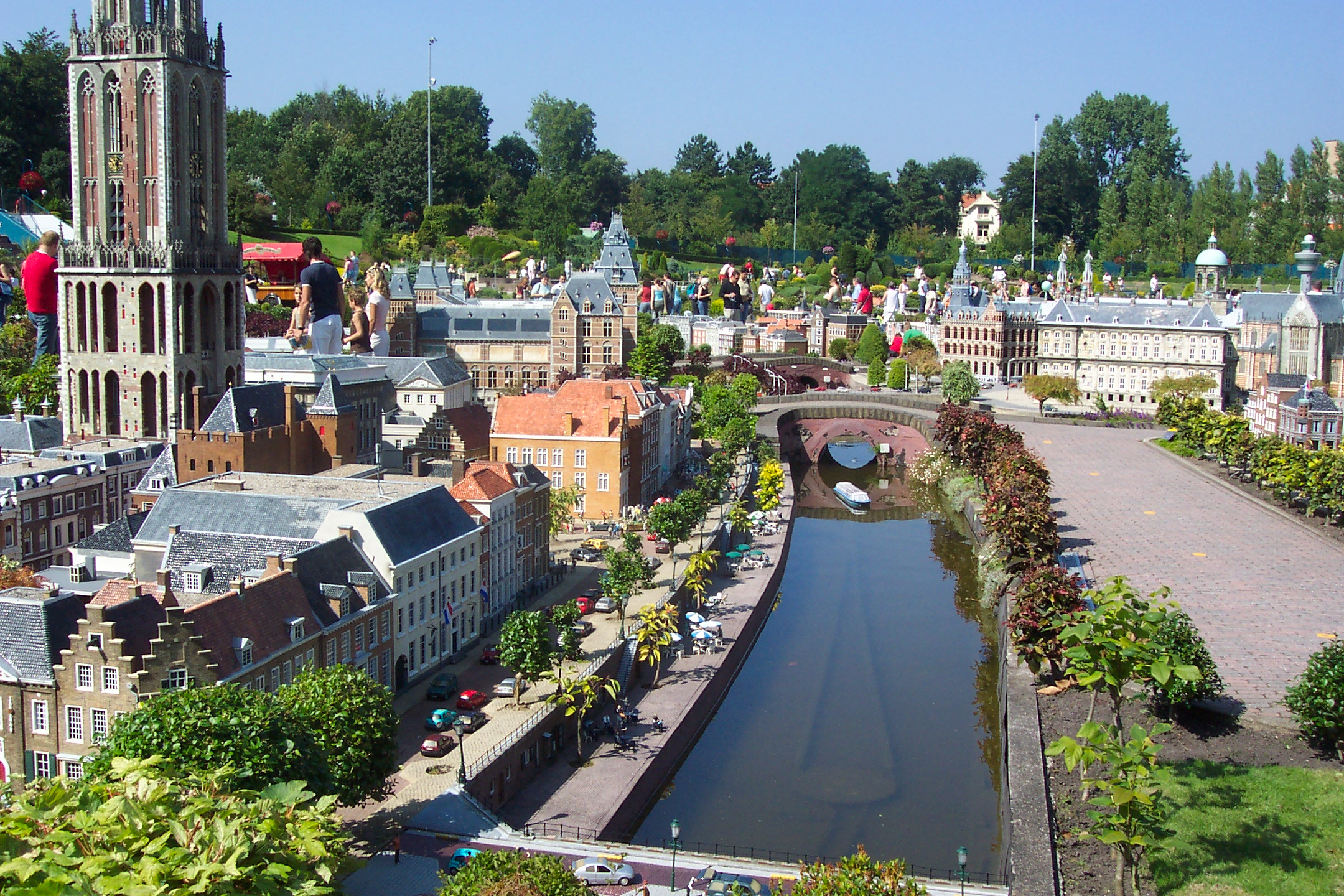
centrum Utrechtu
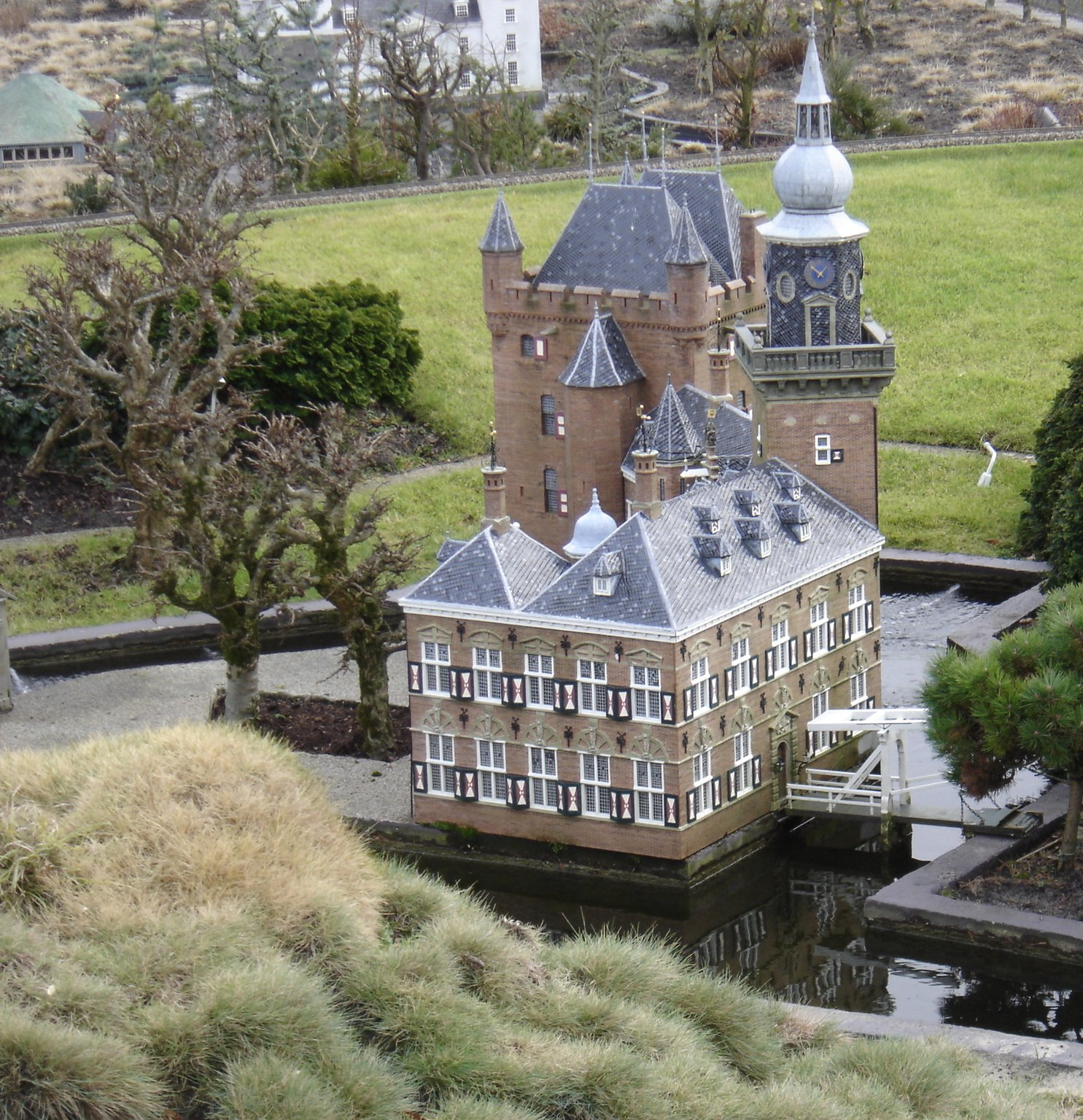
zámek v Nijenrode
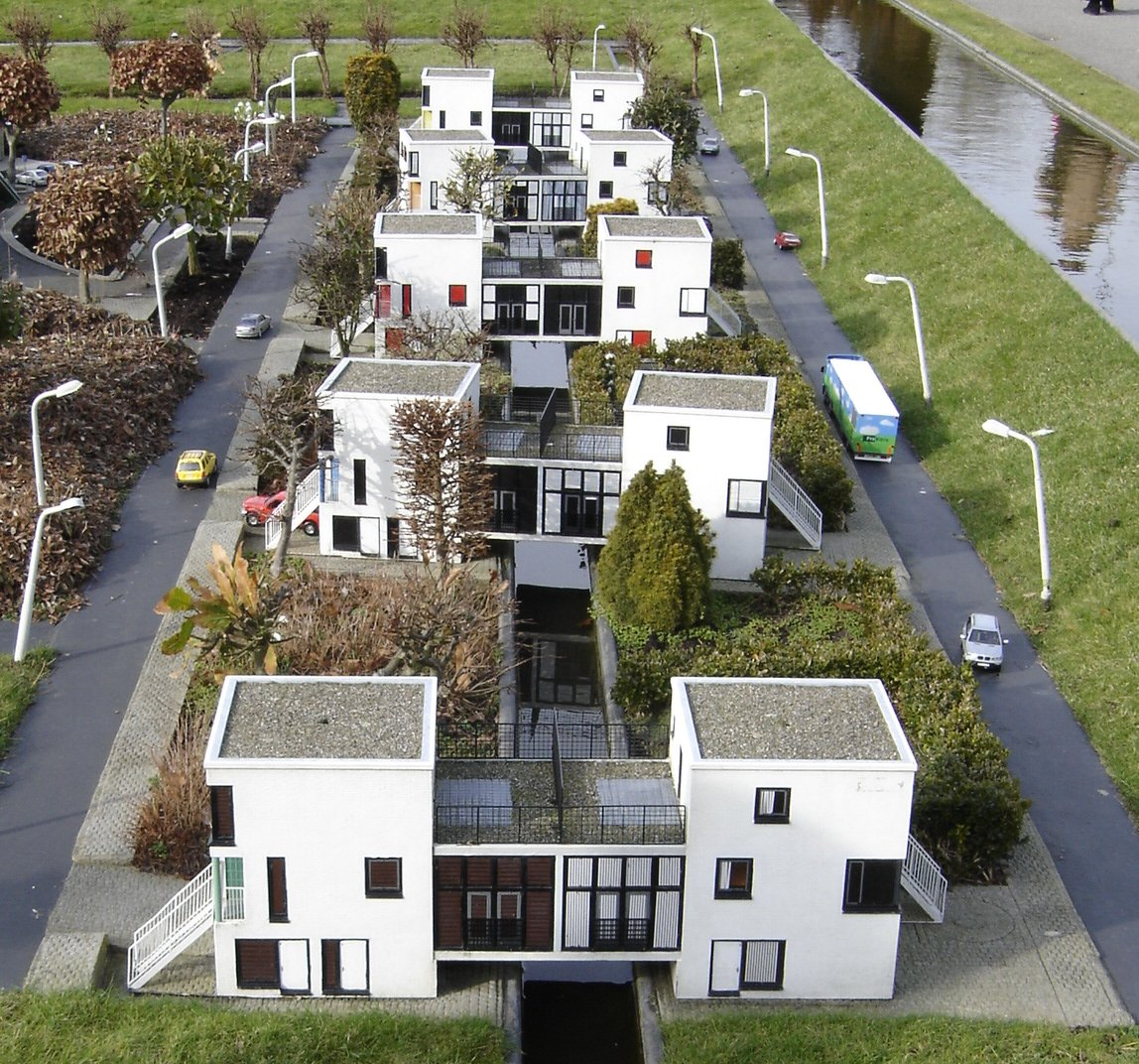
mostní domky v Kattenbroek
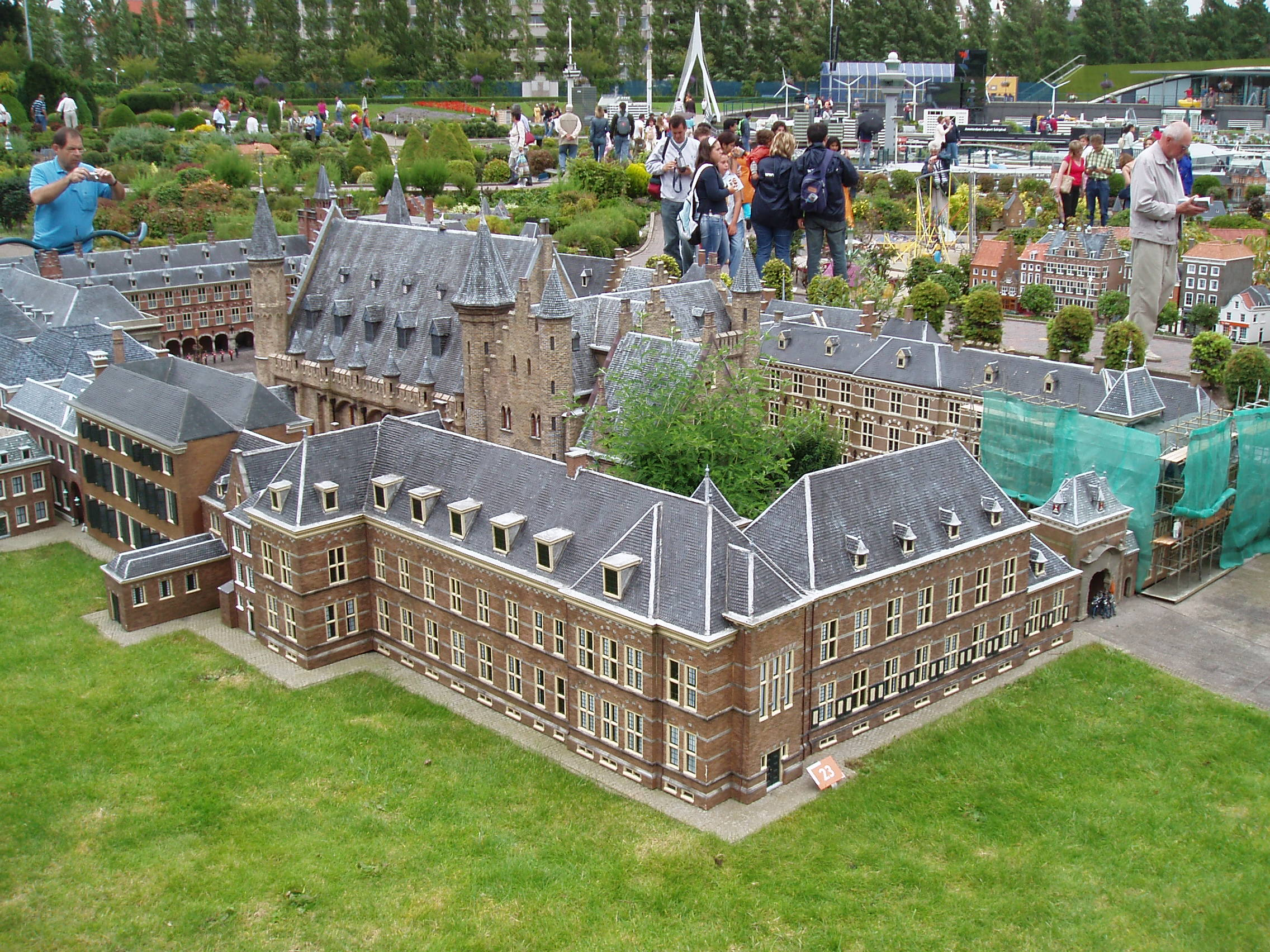
Binnenhof v Den Haagu